# Бен-Элиэзер, Биньямин
Биньямин (Фуад) Бен-Элиэзер (ивр. בנימין בן אליעזר‎; 12 февраля 1936, Басра, Королевство Ирак — 28 августа 2016, Тель-Авив, Израиль) — израильский военачальник, государственный и политический деятель, лидер партии «Авода» в 2001—2002 годах, министр промышленности, торговли и занятости Израиля (2009—2011).

## Биография
Происходил из иракской еврейской семьи. Свободно говорил на иврите, арабском и английском языках.
В 1950 году вместе с семьёй репатриировался в Израиль. В 1954 году мобилизовался в ЦАХАЛ, в бригаду Голани. В 1958 году становится офицером, окончил Командно-штабной колледж Армии обороны Израиля, а также Колледж национальной обороны Израиля. Во время Шестидневной войны командовал спецподразделением Шакед.
С 1970 по 1973 год являлся членом военной миссии Армии обороны Израиля в Сингапуре, во время Войны Судного дня (1973) снова командовал израильскими войсками и был ранен. После войны старался установить дружеские отношения с ливанскими христианами и создал на границе с Ливаном так называемые Добрые погранзаграждения (иврит:הגדר הטובה). В 1978 году был назначен на должность командира военных сил на территориях Иудеи и Самарии, где прослужил до 1982 года. В 1982 году вышел в отставку, однако по просьбе премьер-министра Менахема Бегина остался в должности координатора деятельности правительства на территориях.
В 1984 году окончательно покинул армию в звании бригадного генерала и начал политическую деятельность. С начала присоединился к Аарону Абухацире. Затем присоединился к Эзеру Вейцману, основавшему партию «Яхад». На всеобщих выборах 1984 года «Яхад» получила три мандата, включая Бен-Элиэзера. После выборов партия объединилась с Маарахом и он быстро стал заметным активистом новой партии. В 1992 году способствовал избранию Ицхака Рабина на должность руководителя партии Авода, который после выборов назначил его на должность министра жилищного строительства. Этот пост он занимал с 1992 по 1996 год. Как министр жилищного строительства он последовательно продвигал политику строительства новых поселений, особенно в районе Иерусалима. В 1994 году премьер-министр Ицхак Рабин направил его с секретной миссией в Тунис, где он оказался первым израильским министром, который вел переговоры с Ясиром Арафатом.
С 1999 по 2001 год в правительстве Эхуда Барака занял посты заместителя премьер-министра и министра связи Израиля, одновременно с 2000 по 2001 год являлся министром строительства; разработал план разделения палестинских территорий.
В 2001 году после поражения на выборах и отставки Эхуда Барака вступил вместе с партией в коалицию Ариэля Шарона, который назначил его на должность министра обороны, которую он занимал до 2002 года, уйдя в отставку из-за разногласий с премьером по поводу бюджета на следующий год. Параллельно с этим выдвинул свою кандидатуру на пост лидера партии Авода вместо Шимона Переса, где с небольшим преимуществом победил бывшего председателя Кнессета Авраама Бурга. В преддверии выборов в Кнессет 2003 состоялись новые выборы лидера партии Авода, и Бен-Элиэзер проиграл их Амраму Мицне.
После утверждения плана размежевания 10 января 2005 года партия Авода присоединилась к правительству Шарона и Бен-Элиэзер получил должность министра национальной инфраструктуры. После выборов на должность лидера партии в сентябре того же года, на которых победил Амир Перец, Авода вышла из правительственной коалиции и Ариэль Шарон объявил досрочные выборы. В новом правительстве Эхуда Ольмерта 4 мая 2006 года он вновь получил должность министра национальной инфраструктуры. В правительстве Биньямина Нетаньяху, сформированном в 2009 году, получил должность министра промышленности и торговли, которую занимал до 2011 года.
В 2013 году он был переизбран в состав Кнессета, но по состоянию здоровья в декабре 2014 года отказался от своего мандата. В 2014 году рассматривался в качестве возможного кандидата на пост президента Израиля, но отказался от борьбы после того, как против него появились обвинения в коррупции.

## Семья
Был женат, отец пятерых детей.